# Endoll

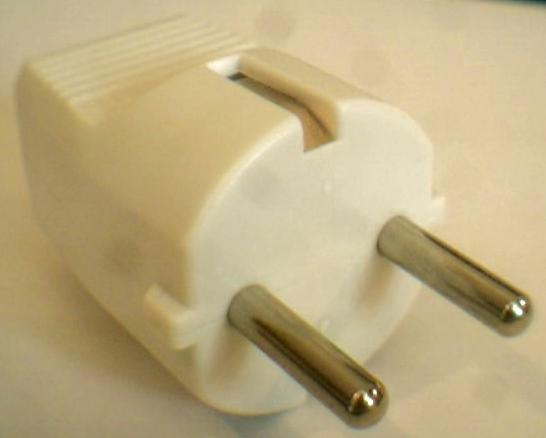
Endoll europeu de tipus F. (CEE 7/4) amb connexió de terra lateral

Un endoll és un dispositiu electrotècnic a la fi d'un cable elèctric per connectar un aparell a la xarxa elèctrica.

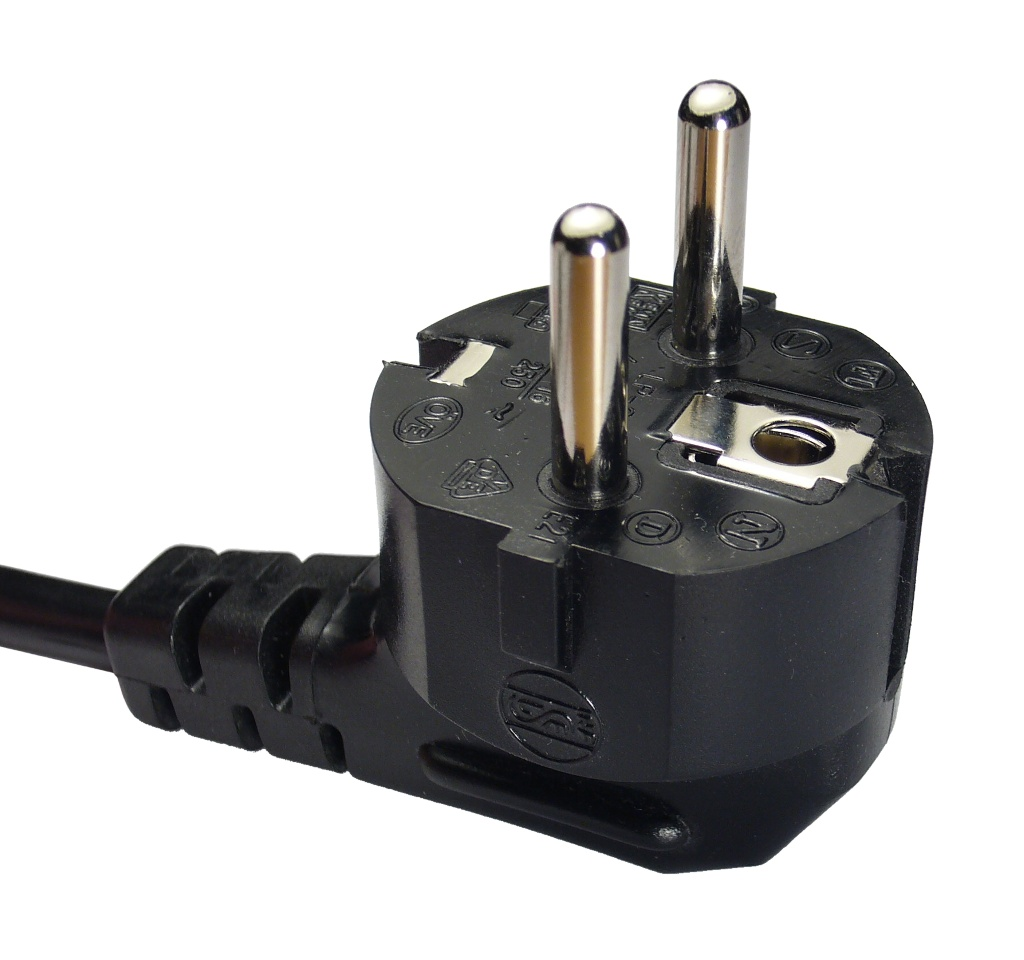
Endoll europeu CEE 7/7 amb connexió de terra central i lateral

Es pot prendre corrent directament a un sòcol fix, a la paret o mitjançant un cable allargador o un endoll múltiple. L'endoll és el connector mascle. S'endolla al connector femella que és el sòcol o la presa de corrent.
Hi ha diferents tipus en ús arreu al món que són incompatibles entre ells. Els viatgers necessiten sovint un adaptador. A Europa excepte Irlanda i el Regne Unit, els endolls tipus C amb dos pius sense connexió a la terra i el tipus F amb connexió a la terra (sigui lateral o central) són els més utilitzats. A un estudi del ministeri del comerç dels Estats Units es va fer un inventari dels tipus d'endolls i de preses de corrent en ús. Aquesta classificació de A a L, fruit de l'atzar, va esdevenir una nomenclatura oficial per la Comissió Electrotècnica Internacional, que hi va afegir dues categories més: M i N.

## Tipus d'endolls

Mapamundi segons el tipus d'endoll

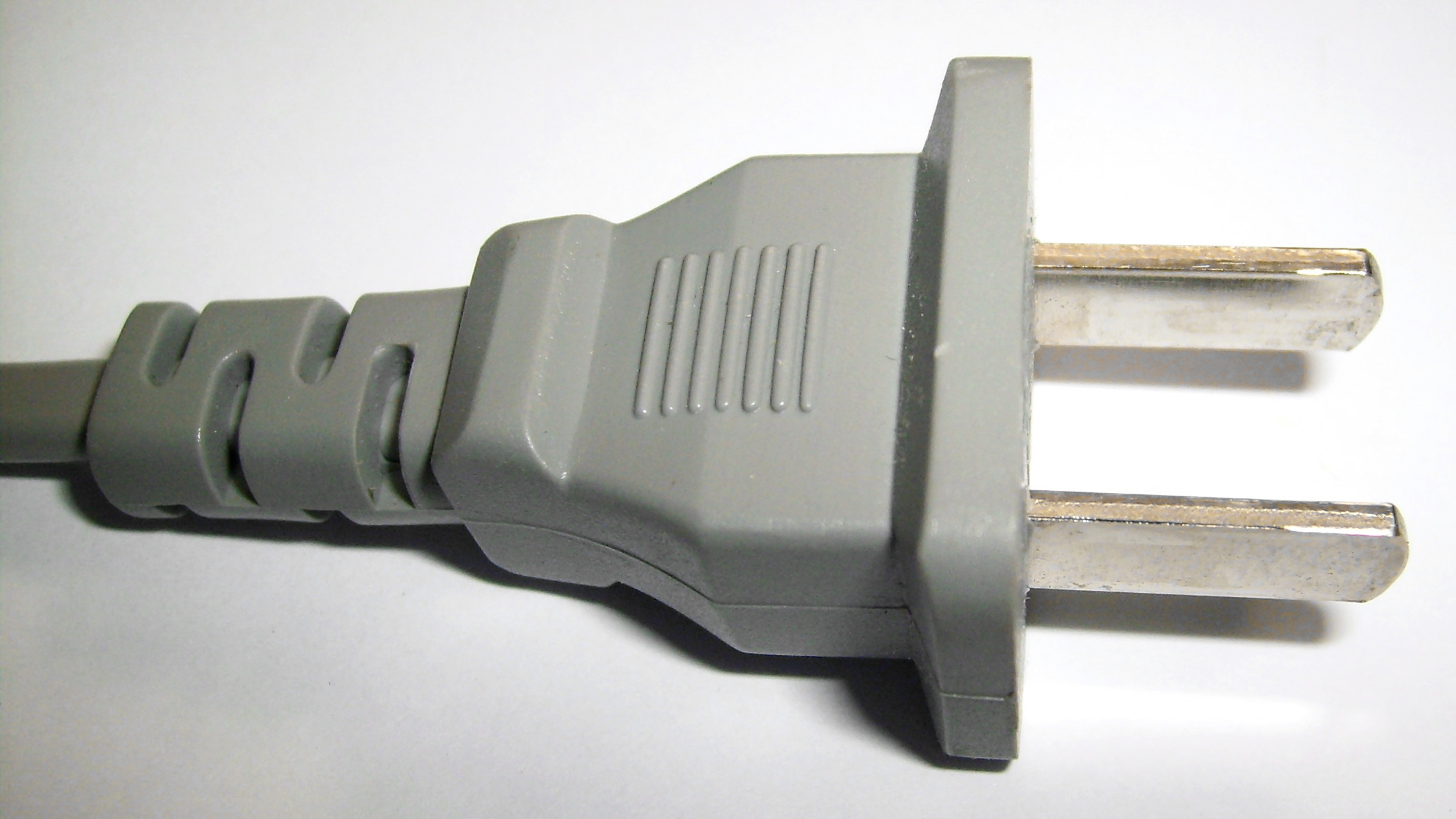
Tipus A, NEMA 1, de 2 contactes. Colòmbia, Equador, El Salvador, Estats Units, Hondures, Mèxic, Nicaràgua, Perú, Panamà, República Dominicana i Veneçuela.
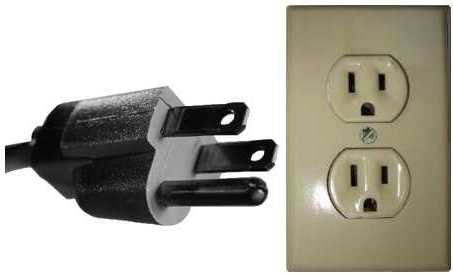
Tipus B, NEMA 5, de 3 contactes. Colòmbia, Equador, El Salvador, Estats Units, Hondures, Mèxic, Nicaràgua, Perú, Panamà, República Dominicana i Veneçuela.
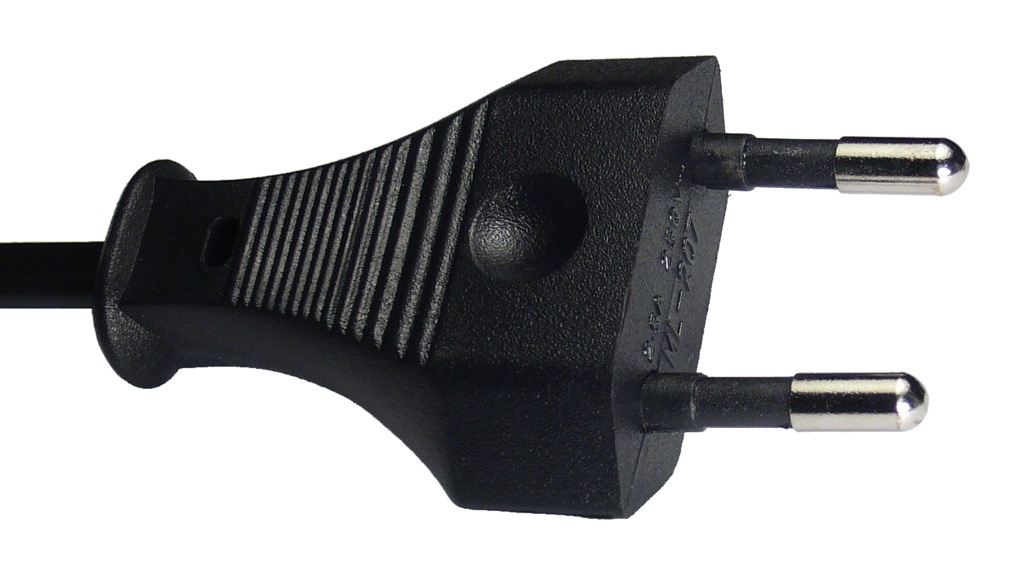
Tipus C, Europlug. Argentina, Xile, Europa, Paraguai, Perú i Uruguai.
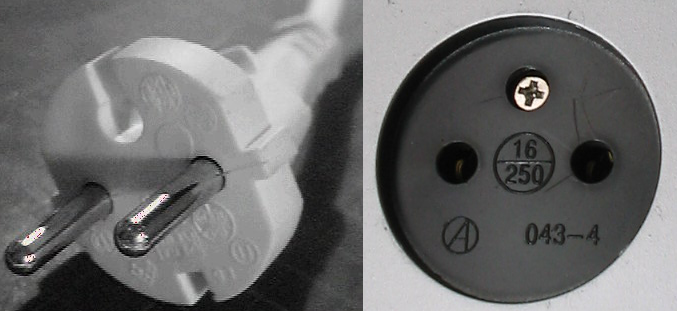
Tipus C, CEE 7/17.
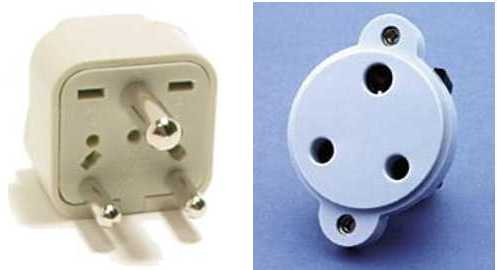
Tipus D, BS 546.
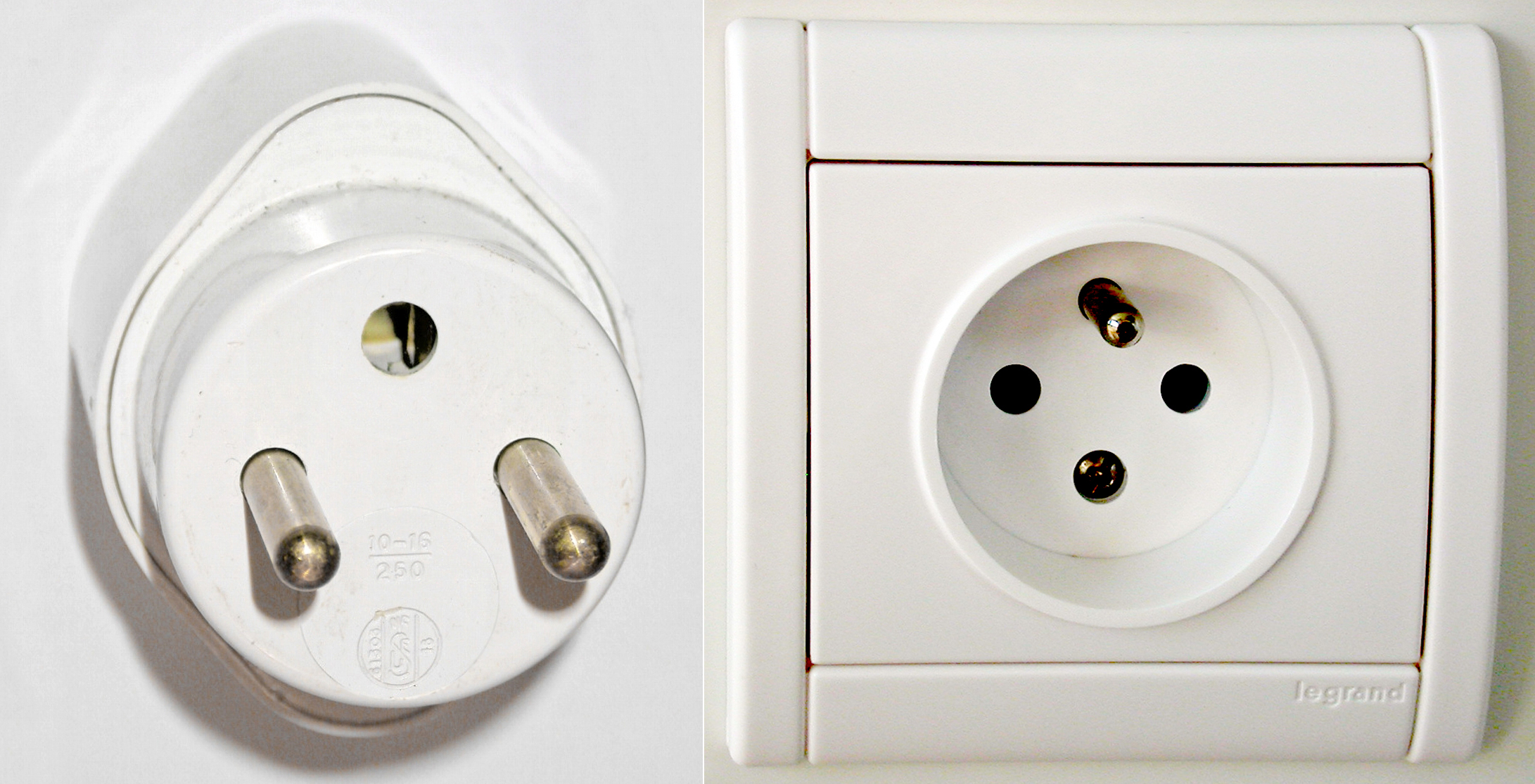
Tipus E, CEE 7/5. Francès.
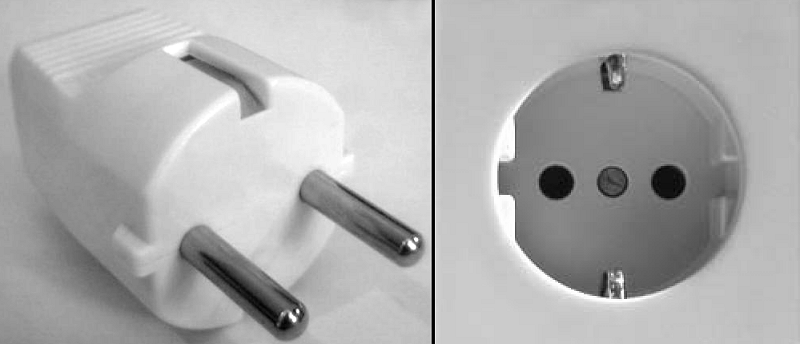
Tipus F, CEE 7/4, Schuko.
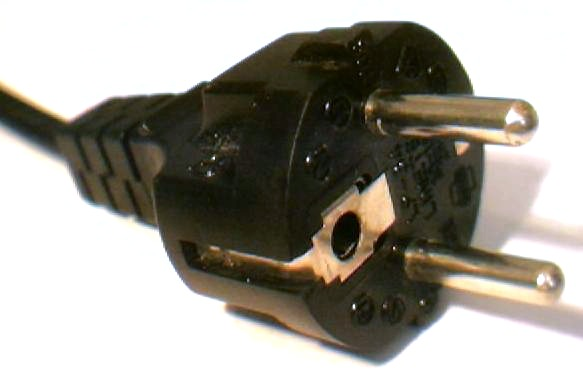
Tipus E+F (CEE 7/7).
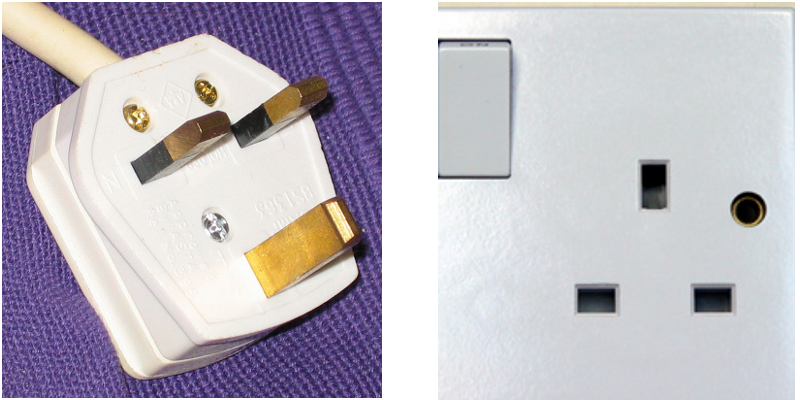
Tipus G, BS 1363.[5] Gran Bretanya, Hong Kong i Irlanda. Utilitzat per a microones i cuines elèctriques.
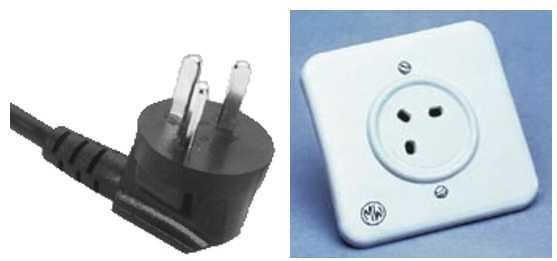
Tipus H, SI-32. Israel.
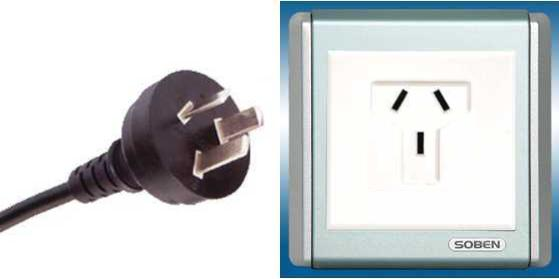
Tipus I, AS 3112. Argentina, Austràlia.
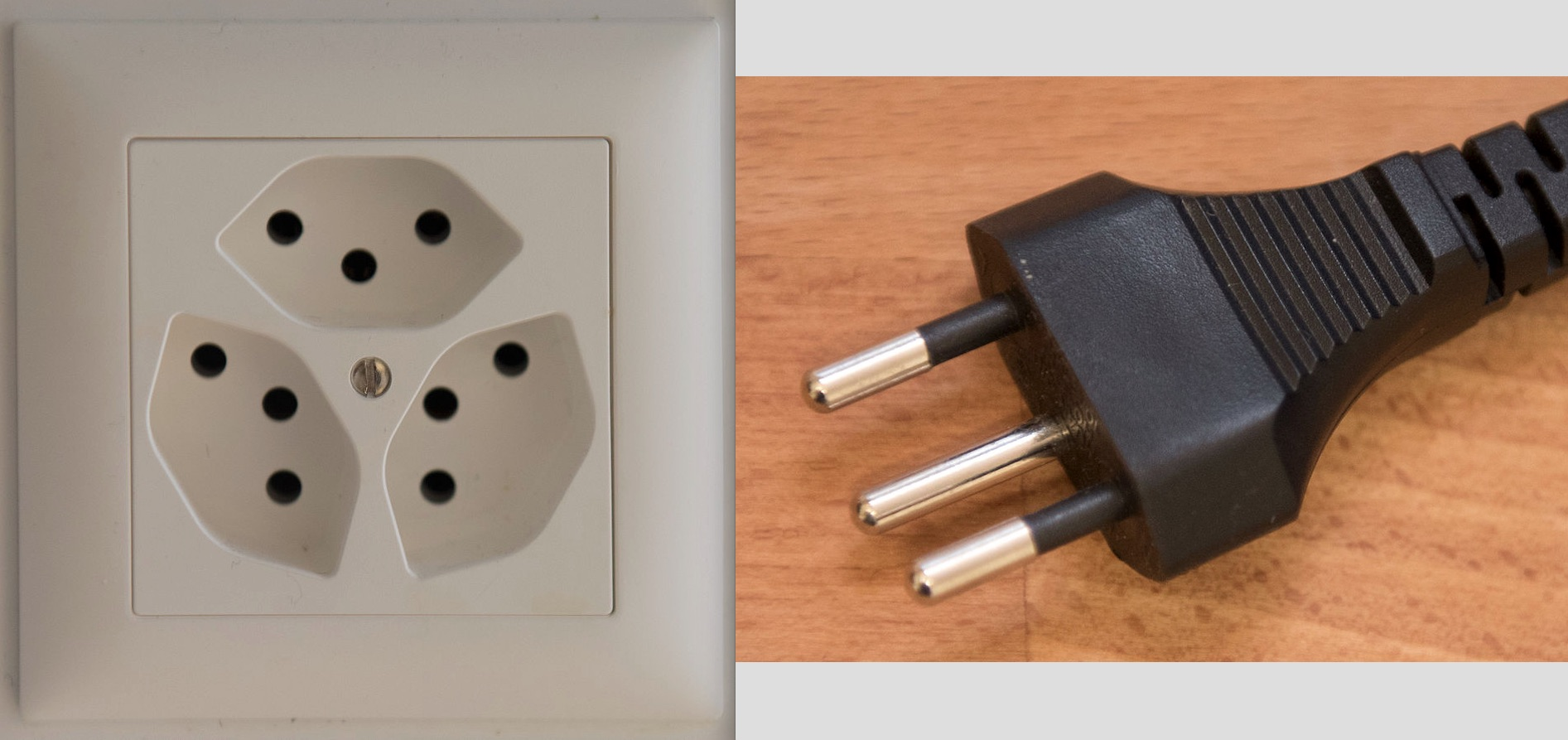
Tipus J, SEV 1011. Suïssa.
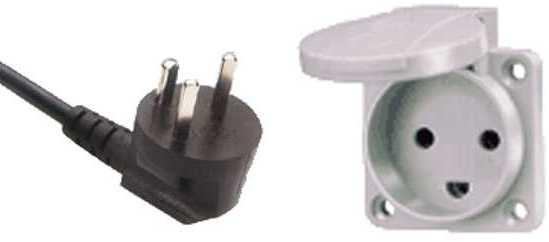
Tipus K, Afsnit 107-2-D1. Dinamarca.
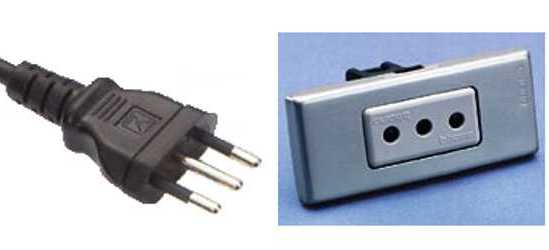
Tipus L, CEI 23-16 VII. Xile, Itàlia, Uruguai.
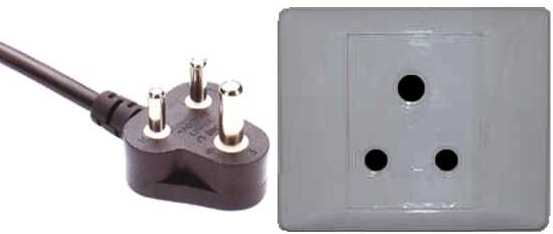
Tipus M, BS 546, tipus antic del G (Índia, Sud-àfrica, etc.).
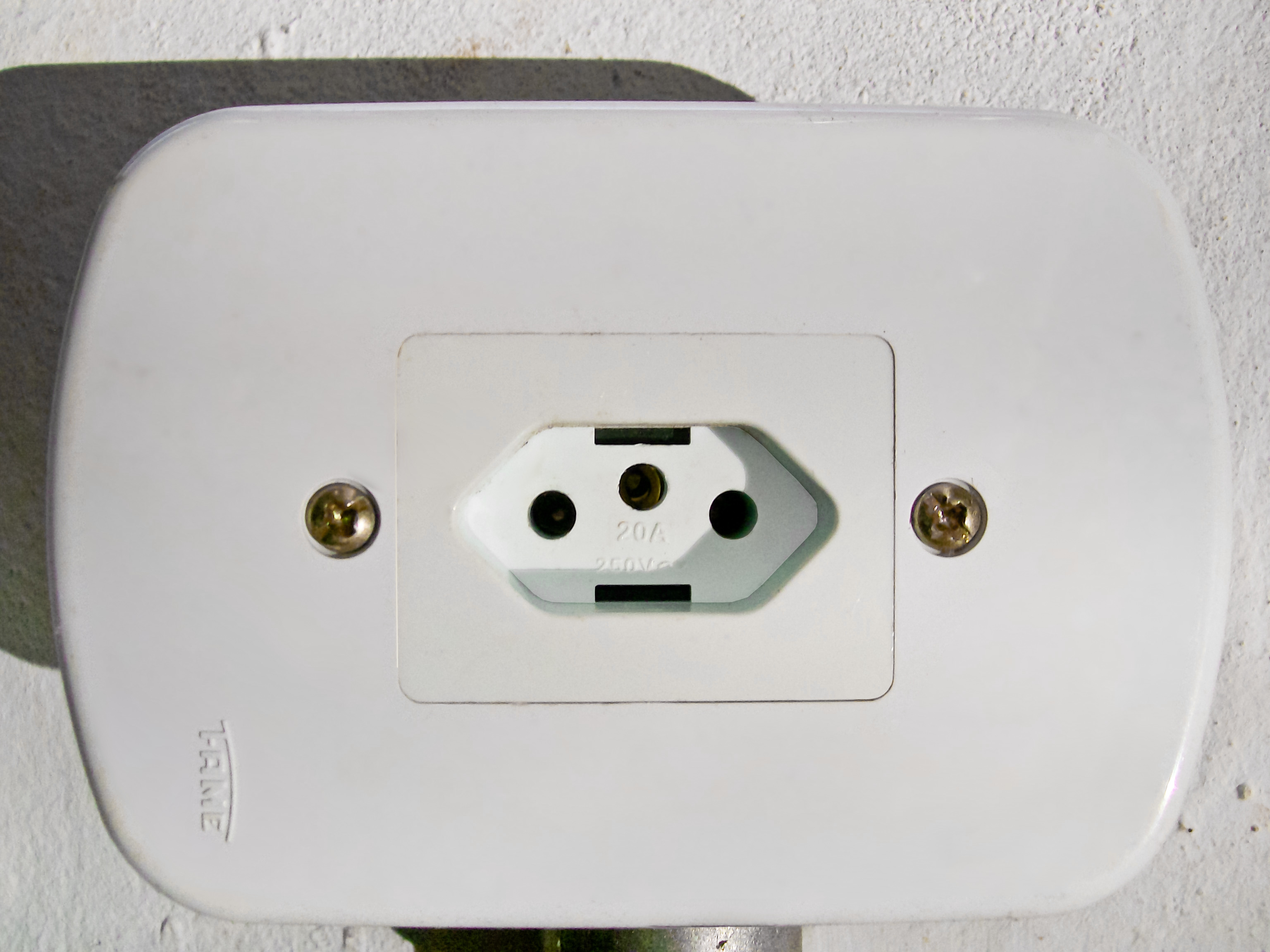
Tipus N.[6] IEC 60906-1 Brasil.